# Baron Geddes

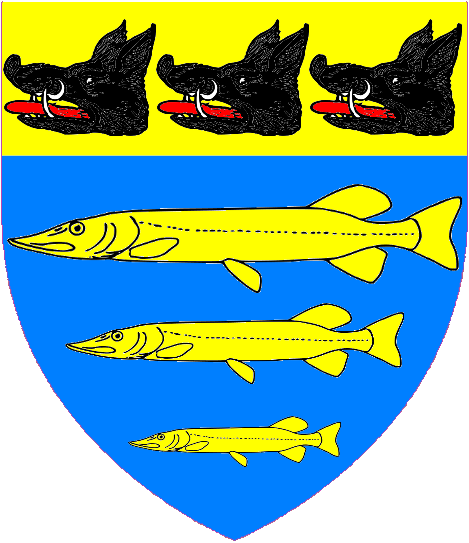
Wappen der Barons Geddes

Baron Geddes, of Rolvenden in the County of Kent, ist ein erblicher britischer Adelstitel in der Peerage of the United Kingdom.
Der Titel wurde am 28. Januar 1942 für den konservativen Politiker und früheren britischen Botschafter in den USA, Sir Auckland Geddes geschaffen. Ihm folgten 1954 sein Sohn und 1975 sein Enkel als 2. und 3. Baron. Letzterer gehört zu den wenigen Erbpeers, die nach der Oberhausreform 1999 im House of Lords verblieben.  

## Liste der Barons Geddes (1942)
- Auckland Campbell Geddes, 1. Baron Geddes (1879–1954)
- Ross Campbell Geddes, 2. Baron Geddes (1907–1975)
- Euan Michael Ross Geddes, 3. Baron Geddes (* 1937)

Heir apparent ist der Sohn des aktuellen Titelinhabers Hon. James George Neil Geddes (* 1969).

Dessen Heir apperent ist dessen Sohn Angus Ross Alexander Geddes (* 2005).